# 공비단뱀
공비단뱀(Ball python)은 볼파이톤, 볼비단구렁이라고도 불리는 비단뱀과에 속하는 큰 뱀의 일종이다. 이 종은 서아프리카와 중앙아프리카가 원산지로 초원, 관목 지대, 탁 트인 숲에서 서식한다. 이 뱀은 광범위한 분포 때문에 IUCN 적색 목록에 최소관심종로 등재되어 있고, 고기와 국제 애완동물 무역을 위해 사냥을 함으로써 위협을 받고 있다. 이 비독성 수축체는 아프리카비단뱀 중 가장 작고, 최대 길이 182cm까지 자란다. "공비단뱀"이라는 이름은 스트레스를 받거나 겁에 질렸을 때 공 모양으로 말려드는 경향을 말한다.

## 설명
공비단뱀은 검은색이나 짙은 갈색으로 뒷면과 옆면에 연한 갈색 얼룩이 있고, 흰색이나 크림색 배에는 검은 자국이 흩어져 있다. 그것은 상대적으로 작은 머리와 부드러운 비늘을 가진 땅딸막한 뱀이다. 성인의 최대 길이는 182cm에 이른다. 수컷은 보통 8~10개의 아궁이 음계를 측정하고 암컷은 보통 2~4개의 아궁이 음계를 측정한다. 암컷은 평균 주둥이부터 배까지 길이가 116.2cm, 44.3mm, 꼬리 길이는 8.7cm, 몸무게는 1.635kg에 이른다. 수컷은 주둥이에서 배까지 평균 길이가 111.3cm, 턱이 43.6mm, 꼬리가 8.6cm, 몸무게가 1.561kg로 더 작다. 남녀 모두 환기구 양쪽에 골반 박동이 있다. 짝짓기를 하는 동안 수컷은 암컷을 잡기 위해 이 박차를 사용한다. 수컷은 박동이 더 큰 경향이 있으며, 성관계는 수컷 헤미페니스를 수동으로 변형하거나 반전된 헤미페니스의 존재를 확인하기 위해 총배설강에 탐침을 삽입하는 것이 가장 좋다.

## 분포 및 서식지
공비단뱀은 세네갈, 말리, 기니비사우, 기니, 시에라리온, 라이베리아, 코트디부아르, 가나, 베냉, 나이지리아를 거쳐 카메룬, 차드, 중앙아프리카 공화국을 거쳐 수단과 우간다에 이르는 사하라 이남 아프리카에서 자생한다. 초원, 사바나, 드문드문 숲이 우거진 곳을 선호한다.
플로리다주의 에버글레이즈 습지에도 방생되었는데, 외래종으로 지정되었다.

## 행동 및 생태
이 지상종은 머리와 목을 가운데로 집어넣고 위협을 받으면 팽팽한 공 모양으로 꼬여 나가는 방어 전략으로 유명하다. 이 상태에서는 말 그대로 굴러다닐 수 있다. 즐겨 찾는 은신처로는 포유류의 굴과 지하 은신처 등이 있으며, 이 곳에서도 서식한다. 사육 상태에서는 비교적 작은 몸집과 차분한 성격으로 다루기 쉬워 좋은 애완 동물로 여겨진다. 수컷은 반인륜적 행동을 더 많이 보이는 반면 암컷은 육지적 행동을 더 많이 하는 경향이 있다.